# Hans Knieper

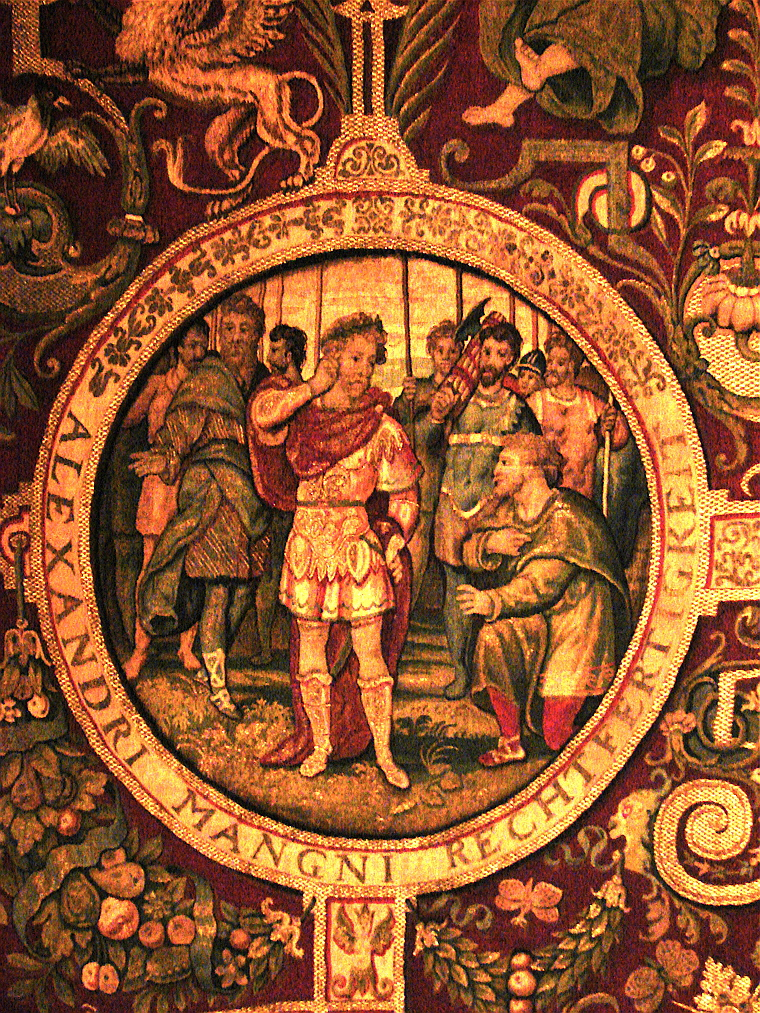
Frederik II's tronhimmel (detalje selve himlen)

Hans Knieper, död 2 november 1587, var en flamländsk målare och tapetvävare.

## Biografi
Knieper kom från Antwerpen och var verksam i Danmark från 1577. Förutom kungaporträtt utformade han en storslagen svit om 42 vävda tapeter för Kronborgs slott, bl. a. föreställande Fredrik II och Kristian IV, av vilka 14 idag finns bevarade på Nationalmuseet i Köpenhamn. Han framställde även Fredrik II's tronhimmel, enligt bevarade kontrakt vävd 1585 och 1586. Tronhimlen togs av svenskarna 1658 under Karl X Gustavs första danska krig och finns idag på Nationalmuseum.